# Paus Martinus I
Martinus I (Todi (Umbrië), ca. 600 - Chersonesos (Krim), 16 september 655) was de 74e paus van de Rooms-Katholieke Kerk, regerend van 649 tot 653. Zijn naamdag valt volgens de Algemene Romeinse Kalender sinds 1969 op 13 april (voorheen 12 november).
Zijn verkiezing tot paus was verlopen zonder instemming van keizer Constans II van Byzantium. Deze maakte daar een groot probleem van en zond de exarch van Ravenna naar Rome om Martinus in de kraag te vatten terwijl de paus juist midden in een synode zat. Deze synode hield zich bezig met de Type die Constans II had uitgevaardigd in een vruchteloze poging om de geschillen tussen de monotheleten en de orthodoxen te beslechten. Exarch Olympius besefte wel dat zijn interventie op veel tegenstand zou stuiten en gooide het op een akkoordje met de paus. Zo ontstond er een opstand tegen het centrale gezag van Constantinopel. Nadat deze rebellie met Olympius' plotselinge overlijden doodgebloed was, nam Constans wraak. Hij stuurde zijn nieuwe exarch Theodorus I Calliopas erop af en deze arresteerde de inmiddels oude en zieke paus op 15 juni 653. Martinus werd naar de hoofdstad gesleept en daar als verrader berecht. Uiteindelijk werd hij naar de Taurische Chersonesos verbannen, waar hij in september 655 van honger en verwaarlozing stierf.